# Janet Andrewartha
Janet Andrewartha, född 16 september 1951 i Melbourne, Victoria, död 26 juli 2024 i Melbourne, var en australisk skådespelare. Hon är känd för rollen som Reb Kean i TV-serien Kvinnofängelset samt rollen som Lyn Scully i Grannar.